# Потапов, Олег Александрович
Оле́г Алекса́ндрович Пота́пов (1 декабря 1935, Мытищи, СССР — 27 сентября 2015, Москва, Россия) — геофизик, изобретатель. Заслуженный деятель науки и техники РСФСР. Почётный разведчик недр РФ, профессор. кандидат в члены-корреспонденты АН СССР.

## Биография
1955—1958 — служба в рядах Советской Армии. 1958—1963 — учёба на геофизическом факультете МГРИ им. С.Орджоникидзе.
1963—1970 — геофизик и старший геофизик в нефтегазо-разведочных экспедициях Геофизнефтегазоразведки и Спецгеофизики, руководитель первой в СССР партии машинной обработки сейсморазведочных данных, созданной при Центральном геофизическом тресте Мингео СССР.
70-е годы — начальник отдела геофизических работ на нефть и газ Мингео СССР, руководитель работ по переходу на цифровую регистрацию и обработку данных, невзрывные способы возбуждения, системы многократных перекрытий, реализации комплексного подхода к поискам и разведке углеводородов в системе производственных организаций Мингео СССР.
80-е годы — заведующий отделом сейсморазведки ВНИИгеофизика, руководитель отраслевых и межотраслевых программ НИОКР и ОМР в области сейсморазведки и комплексных геофизических исследований, межгосударственных полевых экспедиций, руководитель 26 кандидатских и 5 докторских диссертационных проектов.
На базе его работ разработана новая технология сейсмоэлектроразведки, 1990 г. — кандидат в члены-корреспонденты АН СССР.
Похоронен О. А. Потапов на Ваганьковском кладбище Москвы.

## Достижения
Автор 30 изобретений и 240 научных публикаций, в том числе 9 монографий, награждён 12 (из которых 5 золотых) медалями ВДНХ.
Изобретения и оригинальные разработки оптико-цифровых методов анализа данных внедрены в производство и вошли в комплекс геолого-геофизических исследований сложнопостроенных объектов (электроразведки и сейсморазведки на уровне взаимодействия упругого и электромагнитного полей).

## Книги
- Потапов О. А., Шальнов Б.В Оптические способы получения одномерных спектров и коррелограмм сейсмических трасс : обзорная информация. — Редактор В. М. Евсеенко; М-во геологии СССР, Центральный геофизический трест. Изд-во ВИЭМС, 1971. — 35 с.
- Потапов О. А. Оптическая обработка геофизической и геологической информации. — М.: Недра, 1977. — 184 с.
- Федынский В. В., Потапов О. А. Геофизические методы поисков подготовкинефтегазоперспективных структур к глубокому бурению — М.: Недра, 1978. — 114с.
- Гуревич С. Б., Потапов О. А. Голография и оптическая обработка информации в геологии. —Ленинград: Академия наук СССР, Физико-технический институт им. А. Ф. Иоффе, 1980. — 181 с.
- Потапов О. А. Оптико-электронная обработка геолого-геофизической информации. — М.: Недра, 1984. — 303 с.
- Потапов О. А. Технология полевых сейсморазведочных работ. — М.: Недра, 1987. — 308 с.
- Иноземцев А. Н., Потапов О. А., Шнеерсон М. Б.  Повышение разрешающей способности вибрационной сейсморазведки : обзорная информация. — Редактор Казакова Н. А.; М-во геологии СССР, Всесоюзный научно-исследовательский институт экономики минерального сырья и геологоразведочных работ. Москва : Изд-во ВИЭМС, 1987 . — 73 с.
- Потапов О. А. Организация и технические средства сейсморазведочных работ. — М.: Недра, 1989. — ISBN 5247006275 , 9785247006275— 259 с.
- Потапов О. А. Интерпретация данных сейсморазведки : Справочник. — М.: Недра, 1990. — ISBN 5247005805 , 9785247005803 — 447 с.
- Кузиванов В. А., Маслов И. А., Науменко-Бондаренко И. И., Потапов О. А. Интерпретация данных сейсморазведки : Справочник. — М.: Недра, 1990. — ISBN 5247005805 , 9785247005803 — 447с.
- Потапов О. А. Англо-Русский словарь по автоматизированной интерпретации данный сейсморазведки. — М.: Недра, 1993. — ISBN 5247027302 , 9785247027300— 319 с.
- Руденко Г. И., Колесов С.В, Потапов О.А, Козлов Е. А., Шехтман Г.А Перспективные разработки ВНИИгеофизика в области сейсморазведки. Геофизика 1994. 5: 9-22
- Потапов О.А., Лизун С. А., Кондрат В. Ф. Основы сейсмоэлектроразведки. — М.: Недра, 1995. — ISBN 5247032314, 9785247032311— 267 с.
- Череповский А. В., Потапов О. А. Русско-английский словарь по пазведочной геофизике. — М.: Недра, 1995. — ISBN 5247035534 , 9785247035534— 269 с.
- Потапов О. А., Михальцев А. В., Козлов Е. А., Крейсберг В. В.  Открытое письмо ВНИИгеофизики. Геофизика 1998. 5: 74-75
- Потапов О. А.. Воспоминания о прекрасном человеке. Геофизика 1998. 0: 70-71
- Колесов С. В., Иноземцев А. Н., Потапов О. А., Захарова Г.А . Использование нелинейных свипов при высокоразрешающей вибросейсморазведке. Геофизика 2002. 1: 18-28
- Потапов О. А., Козырев В. С., Жуков А. П. . Искажения суммирования отражений при изломе профилей в сейсморазведке МОВ-ОГТ. Геофизика 2004. 3: 13-26
- Потапов О. А. Методы оптической обработки геофизических данных / О. А. Потапов, Б. В. Шальнов, С. М. Кофсман. — М.: ВИЭМС, 1972. — 45 с. — (Региональная, разведочная и промысловая геофизика/ М-во геологии СССР).